# Port lotniczy Chwahan
Port lotniczy Chwahan (IATA: KWH, ICAO: OAHN) – port lotniczy położony w mieście Chwahan, w Afganistanie.